# Rocca d'Arazzo
Rocca d'Arazzo (Roque d'Arazzo en français) est une commune italienne de la province d'Asti, dans la région Piémont.

## Administration
| Période                                  | Période | Identité | Étiquette | Qualité |
| ---------------------------------------- | ------- | -------- | --------- | ------- |
|                                          |         |          |           |         |
| Les données manquantes sont à compléter. |         |          |           |         |

### Communes limitrophes
Asti, Azzano d'Asti, Castello di Annone, Mombercelli, Montaldo Scarampi, Montegrosso d'Asti, Rocchetta Tanaro, Vigliano d'Asti.